# Wespen (Film)
Wespen (Originaltitel: Wasp) ist ein britischer Kurzfilm aus dem Jahr 2003 von Andrea Arnold. Er handelt von einer jungen, alleinerziehenden Mutter, deren Verhalten ihre Kinder in Gefahr bringt. Die Hauptrolle spielt Natalie Press. Der Film wurde 2005 mit einem Oscar ausgezeichnet.

## Handlung
Mit einem Baby im Arm und drei kleinen Töchtern verlässt die 23-jährige Zoë ihre Wohnung. Barfuß und im Nachthemd beginnt sie eine Prügelei mit einer Nachbarin. Denn, so ruft Zoë, niemand schlage ihre Kinder und komme damit ungestraft davon.
Auf dem Heimweg trifft Zoë nach langer Zeit ihren alten Bekannten Dave wieder. Er will sich mit ihr verabreden und sie kann der Aussicht auf eine kurze Flucht aus ihrem Alltag als alleinerziehende Mutter nicht widerstehen. Zoë behauptet, nur für eine Freundin auf die Kinder aufzupassen, und macht ein Treffen im Pub mit ihm aus.
Zu Hause angekommen, versucht Zoë telefonisch einen Babysitter für den Abend zu finden, was aber misslingt. Sie hat kaum noch Geld und nichts zu essen für die Kinder außer etwas Zucker, den sie unter sich aufteilen. Zoë öffnet das Fenster und lässt eine Wespe, die sich in die Wohnung verirrt hat, hinausfliegen.
Herausgeputzt trifft sich Zoë etwas später mit Dave im Pub, während die Kinder draußen warten müssen. Sie ermahnt ihre älteste Tochter Kelly, sich nur im äußersten Notfall bei ihr zu melden. Stunden vergehen, in denen Zoë nur einmal vor die Tür kommt, um ihren Töchtern ein Glas Cola und Chips zu bringen und mit ihnen ein Lied zu singen. Da Dave sie die erste Runde Drinks bezahlen lässt, hat sie nun gar kein Geld mehr. Er macht ihr jedoch Komplimente und sie verstehen sich gut.
Während Zoë und Dave im Pub Billard spielen, wird es draußen dunkel. Die Kinder fangen an, sich zu langweilen und bekommen Hunger. Kelly ruft ihre Mutter, die die Kinder jedoch wegschickt, um mit Dave das Pub verlassen zu können, ohne dass er etwas bemerkt. Als einem vorbeigehenden Mann eine Tüte Spareribs herunterfällt, greift Kelly nach den Abfällen, damit sie und ihre Geschwister etwas zu essen haben.
Während Zoë mit Dave im Auto Zärtlichkeiten austauscht, hört sie eines ihrer Kinder schreien. Erschrocken läuft sie zu ihnen und sieht, dass dem Baby gerade eine Wespe in den Mund kriecht. Die gefährliche Situation geht jedoch gut aus, die Wespe fliegt davon. Zoë schreit Kelly wegen der Essensreste am Mund des Babys an, doch dann entschuldigt sie sich und umarmt ihre Kinder. 
Der Film endet mit einer Szene in Daves Auto. Die Kinder essen Fish and Chips und Dave meint, er und Zoë hätten wohl etwas zu bereden. Das Auto fährt los und die Kinder singen Hey! Baby.

## Hintergrund
Wespen ist der dritte Kurzfilm von Regisseurin Andrea Arnold. Er wurde in Arnolds Heimatstadt Dartford gedreht. Einen Teil der Finanzierung übernahm Screen South, eine regionale Vertretung des UK Film Council. Das britische Unternehmen Cowboy Films produzierte den Film, unterstützt von FilmFour. Hauptdarstellerin Natalie Press wurde durch ihren Auftritt in Wespen erstmals einem größeren Publikum bekannt und hatte im Jahr darauf mit My Summer of Love ihren Durchbruch.

## Rezeption
Filmkritiker Roger Ebert bezeichnete den Film Wespen als ein „herzzerreißendes und erzürnendes 23-Minuten-Drama“, das eine klare Aussage treffe: Diese Frau (die Hauptfigur) sollte lieber keine Mutter sein und diese Kinder nicht so leben müssen.
Kate Stables von The Guardian verglich Wespen in ihrer Kritik mit „sozial-realistischer Filmpoesie“, die man gesehen haben sollte. Die Hauptfigur Zoë beurteilte sie als „flatterhaft, aber großherzig“.

## Auszeichnungen
Wespen gewann 2005 einen Oscar in der Kategorie Bester Kurzfilm und über 30 internationale Filmawards. Dazu gehören die Kürung zum Besten Kurzfilm auf dem Stockholm International Film Festival 2003 und der Short Filmmaking Award auf dem Sundance Film Festival 2005.